# Анжуман, Надия
Надия Анжуман (перс. نادیا انجمن‎, англ. Nadia Anjuman, 27 декабря 1980 — 4 ноября 2005) — афганская поэтесса персидского происхождения.

## Биография
В 1980 году Надия Анжуман Херави родилась в городе Герат на северо-западе Афганистана. В семье было шестеро детей. Её детство пришлось на один из периодов волнений в Афганистане. В сентябре 1995 года талибы захватили Герат и свергли тогдашнего губернатора провинции Исмаила Хана. С приходом к власти нового правительства Талибана, женщинам резко ограничили свободу. Одаренная ученица на десятом году обучения в школе, Анжуман теперь столкнулась с будущим без надежды на образование, поскольку талибы закрыли школы для девочек и отказали в любом обучении ей и ее сверстницам.
В подростковом возрасте Анжуман сплотилась с другими местными женщинами и начала посещать подпольный образовательный кружок под названием «Школа шитья Золотой иглы», организованный молодыми женщинами под руководством профессора Университета Герата Мухаммеда Али Рахьяба в 1996 году. Члены кружка «Золотая игла» собирались три раза в неделю под видом обучения шитью (практика, одобренная правительством талибов), в то время как на самом деле встречи позволяли им слушать лекции профессоров Университета Герата и вести дискуссии по литературе. В случае если их раскрыли бы, вероятным наказанием было бы тюремное заключение, пытки и, возможно, повешение. Чтобы обезопасить себя, участницы заставляли своих детей играть снаружи здания и выполнять роль наблюдателей. Они предупреждали женщин о приближении религиозной полиции, после чего студентки прятали свои книги и брались за рукоделие. Программа продолжалась в течение всего периода правления талибов.
Школа «Золотая игла» не была единственной творческой отдушиной Анжуман, пока у власти был Талибан. Она решила обратиться к профессору Рахьябу в надежде на то, что он станет ее наставником в литературе. В то время, когда женщинам не разрешалось покидать свои дома в одиночестве, Рахьяб стал наставлять шестнадцатилетнюю Анжуман и помог ей обрести навык письма, который вскоре завоюет тысячи читателей. Он также познакомил ее со многими писателями, которые сильно повлияли на ее творчество, включая Хафиза Ширази, Биделя Дехлави, Форух Фаррохзад и другими.
Жители города Герат страдали от правления талибов в течение шести лет, пока Соединенные Штаты не развернули операцию, которая закончилась свержением режима талибов. Анжуман был 21 год, и, поскольку она могла получить образование, она подала заявление и была принята в университет Герата, и в 2002 году поступила на факультет литературы и языков фарси.
В 2005 году, будучи студенткой университета в Герате, она опубликовала сборник своих стихотворений «Темно-красный цветок» (Gul-e-dodi), ставший популярным как в Афганистане, так и в соседнем Иране.
Муж Анжуман, Фарид Ахмад Маджид Нейа, окончил университет Герата по специальности литература и возглавил библиотеку. Друзья и сторонники Анжуман считают, что Ней и его семья считали ее стихи позором для своей репутации. Несмотря на это, она собиралась опубликовать второй том стихов под названием «Yek sàbad délhoreh» («Изобилие беспокойства»), в который вошли стихи, выражающие её чувство изоляции и печали относительно её семейной жизни.

## Смерть
4 ноября 2005 года Анжуман и её муж поссорились. По словам Нейа, Анжуман хотела навестить семью и друзей, что было обычной практикой во время Ид аль-Фитр (последний день священного месяца Рамадан). Нейа сказал, что он не позволит ей навещать сестру. Анжуман запротестовала, и они начали драться. В ту ночь Нейа избивал Анжуман до тех пор, пока та не потеряла сознание, получив серьезные ушибы и порезы на голове. Несколько часов спустя, когда Анжуман, по-видимому, все еще была без сознания, Нейа доставил её в больницу на рикше. Водитель позже сказал властям, что Анжуман уже была мертва, когда Нейа положил её тело в его повозку. Вскоре после этого старший офицер полиции Нисар Ахмад Пайкар заявил, что её муж признался в избиении ее после ссоры, но не в убийстве. Вместо этого Нейа утверждал, что Анжуман приняла яд и призналась в этом перед смертью.
Сообщается, что Анжуман рвало кровью после того, как она потеряла сознание, что, по мнению врачей, позже было наиболее вероятной причиной смерти. Нейа утверждал, что Анжуман приняла яд после их ссоры, и попросила его рассказать семье и друзьям, что она умерла от сердечного приступа. Нейа и его семья запретили врачам проводить вскрытие, поэтому не было обнаружено окончательных доказательств фактической причины смерти. Нейа и его мать были арестованы за возможное убийство Анжуман.
Нейа был признан виновным в убийстве Анжуман, за что был заключен в тюрьму. Старейшины племени в Герате начали оказывать давление на больного отца Анжуман, чтобы тот простил Нейа за её смерть, чтобы сократить тюремный срок Нейа. После обещания, что Нейа останется в тюрьме в течение пяти лет, отец Анжуман уступил, смерть Анжуман была официально признана самоубийством афганскими судами, и Нейа была освобожден всего через месяц. Её отец вскоре после этого умер от шока, по словам брата Анжуман.
У Анжуман остался шестимесячный сын, который сейчас находится под опекой Нейа. И «Голе Дуди», и «Йек Сабад Делхоре» были впервые опубликованы в Афганистане. «Голе Дуди» трижды переиздавался в Афганистане и был продан тиражом более 3000 экземпляров.
Вскоре после этого Организация Объединенных Наций осудила убийство. Их представитель, Адриан Эдвардс, сказал, что «смерть Надии Анжуман, как сообщалось, действительно трагична и является большой утратой для Афганистана … Её необходимо расследовать, и любой виновный должен быть привлечен к ответственности в надлежащем суде». Старший офицер полиции, Пайкар, подтвердил, что мужу Анжуман действительно были предъявлены обвинения. По словам друзей и родственников, Анжуман, по-видимому, позорила семью своего мужа своими стихами, в которых описывалось угнетение афганских женщин.

## Поэзия в переводе
Диана Артериан перевела несколько стихотворений Нади Анжуман в сотрудничестве с Мариной Омар. Выдержки можно прочитать в таких журналах как Asymptote, The Brooklyn Rail, Circumference, Exchanges и в других местах.
Подборка стихов Нади Анжуман в английском переводе представлена в книге Load Poems Like Guns: Women’s Poetry from Herat. В книгу вошли версии стихов восьми афганских женщин-поэтов, включая Анжуман, на фарси и английском языках. Во введении также подробно рассказывается история жизни и смерти Анжуман, основанная на интервью с семьей, друзьями, одноклассниками и профессорами поэтессы.
Кристина Контилли, Инес Скарполо и М. Бадихиан Амир перевели работу Анжуман на итальянский язык в книге под названием Elegia per Nadia Anjuman, опубликованной Edizioni Carte e Penna (Турина, Италия, 2006 год).